# Pál Rosty

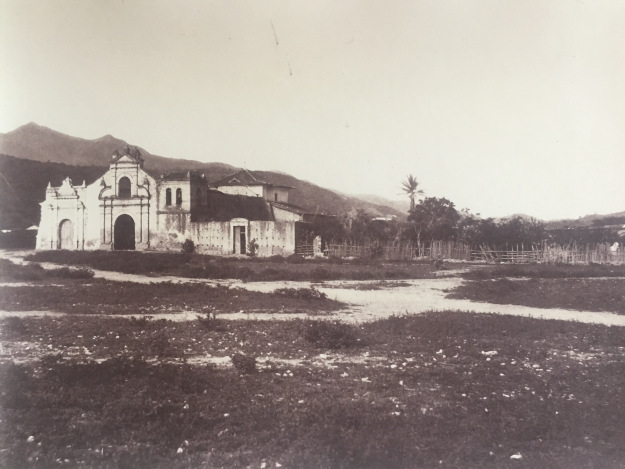
Iglesia de la población de San Mateo, entre las primeras fotografías paisajísticas de Venezuela, 1857

Pál Rosty de Barkócz (Pest, 29 de noviembre de 1830-Dunapentele, 7 de diciembre de 1874) fue un geógráfo húngaro, pionero de la fotografía, explorador.

## Biografía

Escudo de armas de la familia noble húngara Rosty de Barkócz otorgado en 1632.

Pál (en español: Pablo) nació en el seno la familia noble húngara Rosty de Barkócz, la cual era bien acomodada y de gran prestigio. Su padre fue Albert Rosty de Barkócz (1779-1847) alispán del condado de Békés, terrateniente, su madre fue Anna Eckstein de Ehrenbergh (1801-1843). El bisabuelo de Pál Rosty fue Ferenc Rosty de Barkócz (1718-1790), alispán del condado de Vas, consiliario real de María Teresa I de Austria, terrateniente, y representante de su condado en la real asamblea de nobles. Éste Ferenc Rosty de Barkócz alispán, a su vez era hijo de László Rosty de Barkócz (fl. 1710-1730), juez de los nobles (en húngaro: főszolgabíró) del condado de Vas, terrateniente, y de Mária Csapody de Zalalövő (fl. 1710-1714), la cual por vía materna contaba con ancestros ilustres y poderosos como las desaparecidas familias nobles Perneszy de Osztopán, Bánffy de Alsólendva, Pogány de Cséb, entre otras. El sobrino de Pál Rosty fue el barón Loránd Eötvös de Vásárosnamény (1848-1919), ingeniero, físico y político húngaro, cuya madre era Ágnes Rosty de Barkócz (1825-1913), esposa del barón József Eötvös de Vásárosnamény (1813-1871), político, ministero de Educación y Religión pública. El abuelo de Pál Rosty, era Pál Rosty de Barkócz (1745–1810), teniente real, terrateniente, cuya sobrina era Rozalia Szegedy de Mezőszeged (1775–1832), esposa y musa de inspiración del gran poeta Sándor Kisfaludy.
El joven Pál Rosty habiendo servido como soldado en el regimiento de húsares Károlyi durante la guerra de independencia húngara de 1848 contra los austríacos. Luego de la derrota húngara, Pál escapó del Reino de Hungría a Munich con la ayuda de su cuñado Ágoston Trefort, posteriormente emigró a Paris. En Múnich se ocupó con investigaciones químicas y biológicas, en París quedó completamente enamorado del arte de la fotografía que estaba comenzando a surgir. Pál Rosty planificó entonces un viaje a América inspirado en las experiencias y recorridos de su amigo el ya anciano barón Alexander von Humboldt. De esta manera, el 4 de agosto de 1856 zarpó en barco y fue a los Estados Unidos a explorar el Nuevo Mundo. Transitó por Texas, Nuevo México, México y luego viajó a la isla caribeña de Cuba, conociendo La Habana. En 1857 continuó su travesía, arribando a Venezuela en marzo de ese año, estuvo en Caracas y durante un largo tiempo se residenció en la Hacienda "El Palmar", propiedad de Franz Vollmer, en el Estado Aragua. El recorrido por Venezuela duro cinco meses, tiempo en el cual tomó las primeras fotografías paisajísticas que se conozcan de ese país. Después de dos años y medio de viajes por América, regresó a Hungría el 26 de febrero de 1859.
Todas sus experiencia, varios dibujos y fotografías fueron publicados en su obra anecdótica "Desde América" (Pest, 1861). Una vez regresado a Europa, Pál Rosty viajó a Berlín en 1859 y personalmente le entregó un ejemplar de su obra que posteriormente fue publicada a su amigo Alexander von Humboldt, quién tenía más de 90 años para ese momento y falleció meses después. A partir de 1861 fue nombró miembro de la Academia de Ciencias Húngaras. Desde 1860 vivió en Pest, y en Dunapentele de manera intermitente. En 1870 se convirtió en miembro fundador del Casino de Caballeros de Dunapentele. A partir de 1872 fue miembro del consejo jurídico del condado húngaro de Fejér. Durante la década de 1870 su salud se debilitó y se mudó definitivamente a su residencia en Dunapentele, donde murió el 7 de diciembre de 1874. Pál nunca casó, y era el único hijo varón de sus padres, y el último miembro de su rama de la familia Rosty de Barkócz.